# João Almeida (hockeista su pista)
João Miguel Almeida (Carvalhos, 7 aprile 1995) è un hockeista su pista portoghese.

## Palmarès

### Club

#### Competizioni internazionali
- Supercoppa d'Europa/Coppa Continentale: 1

Sporting CP: 2021-2022